# Norrdal
Norrdal este o arie protejată (arie specială de conservare — SAC, sit de importanță comunitară — SCI) din Suedia întinsă pe o suprafață de 41,8 ha, integral pe uscat.

## Localizare
Centrul sitului Norrdal este situat la coordonatele 65°30′10″N 20°02′01″E / 65.5029°N 20.0335°E.

## Înființare
Situl Norrdal a fost declarat sit de importanță comunitară în decembrie 1995 pentru a proteja un număr necunoscut de specii din flora spontană și fauna sălbatică aflate în arealul zonei. Situl a fost protejat și ca arie specială de conservare în martie 2011.

## Biodiversitate
Situată în ecoregiunea boreală, aria protejată conține 3 habitate naturale: Mlaștini turboase de tranziție și turbării mișcătoare, Taiga vestică, Turbării Aapa.
La baza desemnării sitului se află un număr nedeclarat de specii protejate.